# リージェント香港
リージェント香港（広東語：香港麗晶酒店、英語：Regent Hong Kong）は、香港・九龍のサリスベリーロード18号に位置する五つ星ホテル。ビクトリア・ハーバーに面して建つホテルからは港の眺望を楽しむことができ、様々な観光名所にも近接している。客室数は497室を有し、リージェント・ホテルズ&リゾーツのフラッグシップ施設であるとともに、IHGホテルズ&リゾーツのラグジュアリー&ライフスタイルポートフォリオを代表するランドマーク的な施設である。

## 歴史

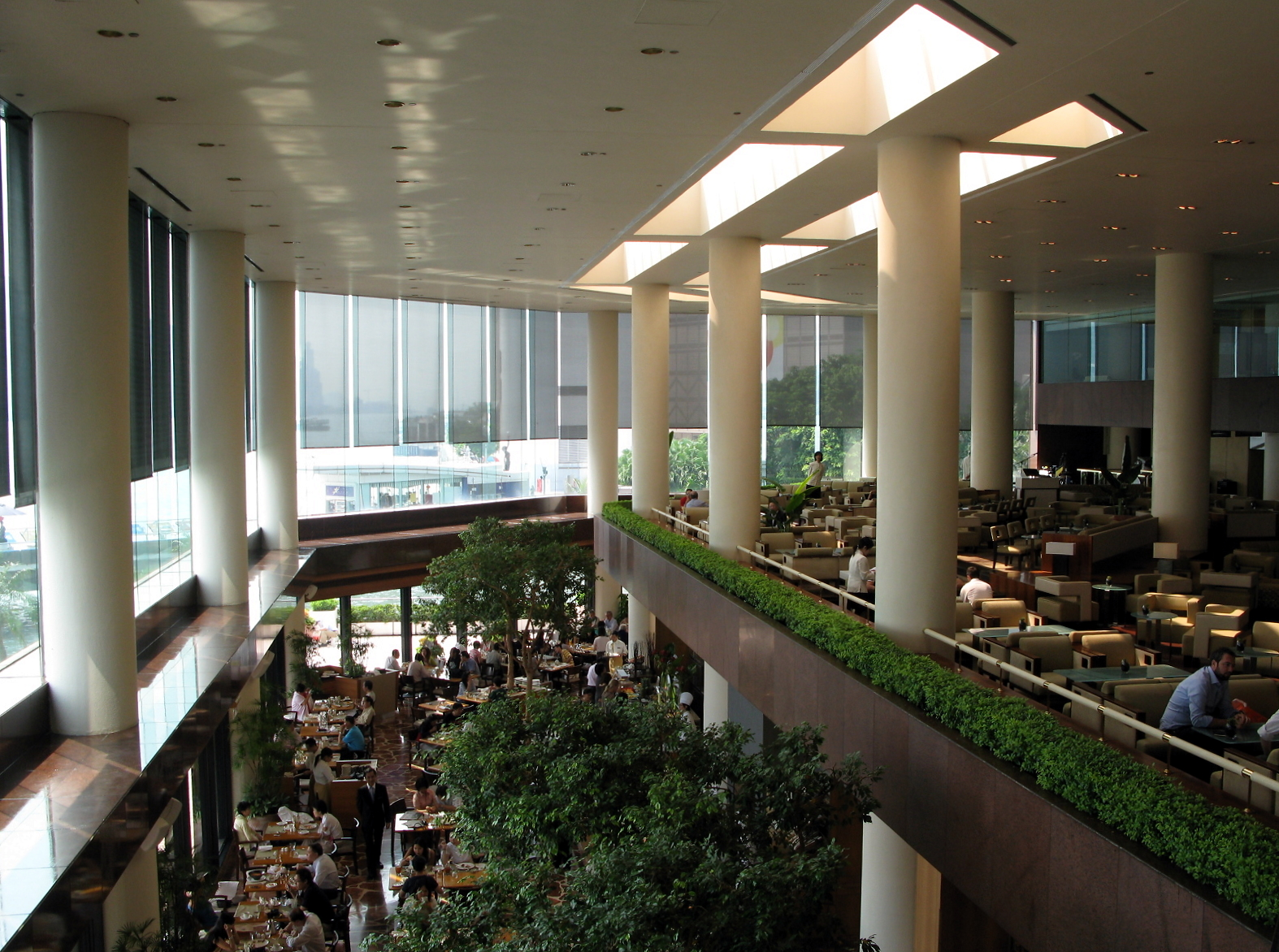
ロビー

ホテルは1980年にザ・リージェント香港として開業し、ニューワールド・デベロップメントが所有し、リージェント・インターナショナルホテルズが運営。1970年にホテリエのロバート・H・バーンズと日本の東急ホテルズグループによって設立されたRIH（リージェント・インターナショナルホテルズ）のフラッグシップ施設として建設。1992年、リージェント・ホテルズグループはフォーシーズンズホテルズにより買収された。
2001年5月21日、ニューワールドはホテルをバス・ホテルズ・アンド・リゾーツに3億4600万米ドルで売却し、2001年6月1日にインターコンチネンタル香港にリブランドされた。当時リージェント・ホテルズを所有していたフォーシーズンズホテルズは、このホテルの管理契約の25%を保有しており、ニューワールドとの間で賃料仲裁に入った。2001年8月に解決し、ニューワールドが一定の金額(未公開)をフォーシーズンズに支払うことに合意した。
2015年7月、バス・ホテルズ・アンド・リゾーツの後継会社であるインターコンチネンタル・ホテルズ・グループ（IHG）は、インターコンチネンタル香港を投資家コンソーシアムのシュプリームキー・リミテッドに9億3,800万米ドルで売却することに合意した。IHGは37年間の管理契約を維持し、10年間の延長権を3回持つことが報じられた。
2018年3月、IHGホテルズ&リゾーツがリージェント・ホテルズの過半数の株式を取得した際、改装後にリージェント香港として再びリブランドすることが発表された。インターコンチネンタル香港は2020年4月20日に正式に営業を終了し、3年間の改装工事とリージェント香港への転換を開始した。
2023年11月8日、リニューアルオープンしたリージェントは、ビクトリア・ハーバーへの復活を記念する盛大な開業祝賀式を開催。華やかな祝賀行事では、イタリアからのアクロバットダンサーによるパフォーマンスが行われ、リージェント香港のファサードとロビーの大きな窓を舞台に、香港初の垂直ファサードダンスが披露された。

## 設備
このホテルは497室を有し、香港出身の卓越したデザイナー、チー・ウィン・ローによって設計された。デザインは、職人の手による落ち着いた内装で、ビクトリア・ハーバーおよび香港のスカイラインの広大な眺望とのコントラストが際立つものである。ホテルのコンセプトの中心となっているのは、くつろぎの空間を提供する施設内各所に配置された「パーソナル・ヘイブン（個人の安息所）」がある。

客室は2023年3月以降、段階的にオープン。2024年6月、ホテルはプライベートルーフテラスを備え、ビクトリア・ハーバーと香港のスカイラインを望む3つの邸宅的な滞在空間、シグネチャースイートコレクション（プレジデンシャルスイート、テラススイート、CEOスイート）を公開。

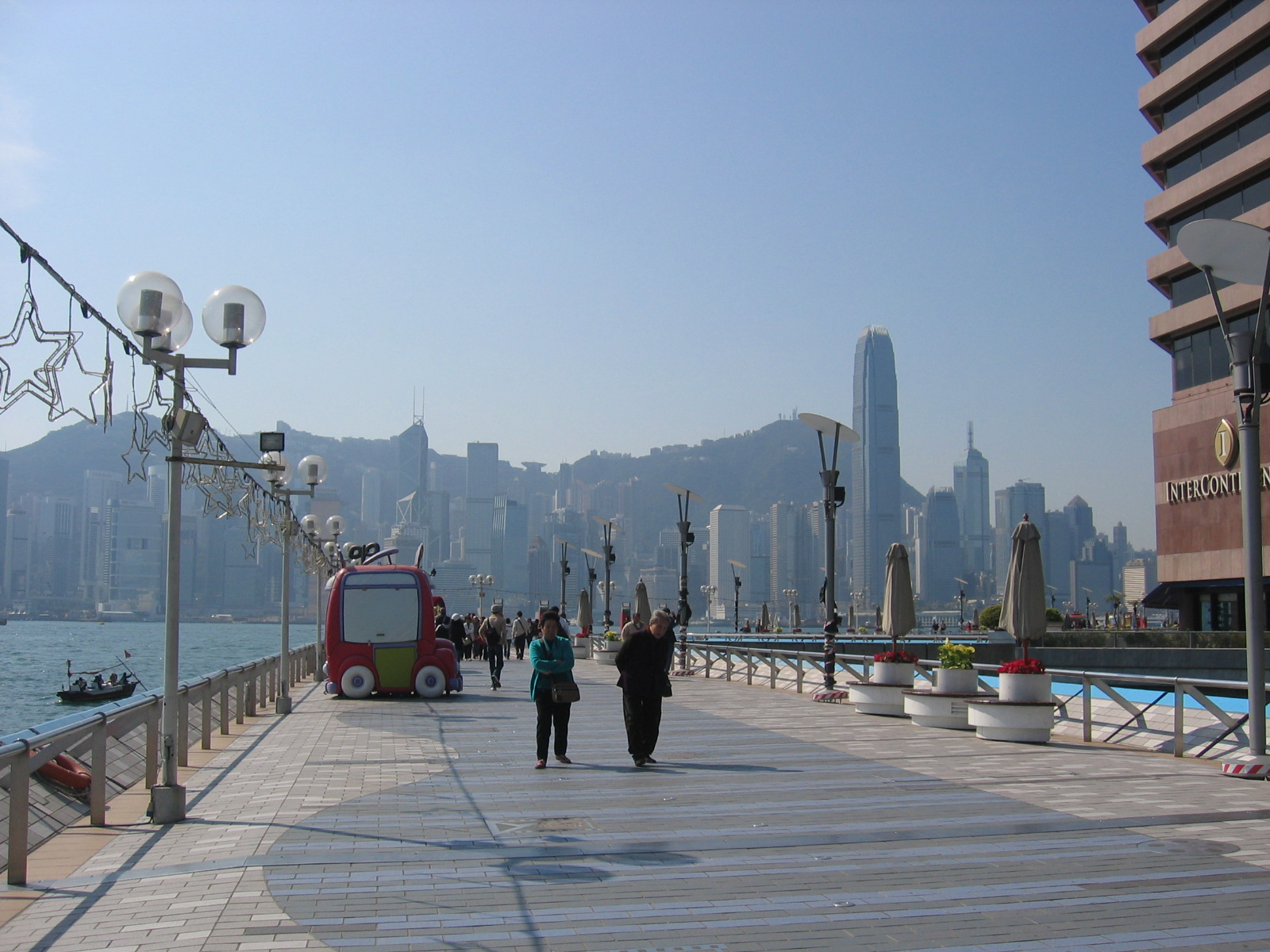
ウォーターフロント・プロムナードとリージェント香港

650平方メートルの2階建てプレジデンシャルスイートには、インフィニティプールを備えた屋上テラスが含まれる。新たに拡張された510平方メートルのテラススイートは1ベッドルームの2階建てである。390平方メートルのCEOスイートは2ベッドルームを備え、屋上テラスとビクトリアハーバーを見渡す大きな窓のある居間を特徴としている。
リージェントクラブは、ハーバービューであり、スイートまたはクラブアクセス付きの客室に滞在するゲストのための特別なラウンジとして利用されている。プールテラスは、くつろぎのために設計されたガーデンエリアで、大きな屋外プール、ビクトリア・ハーバーを望む3段階の温度設定可能なインフィニティプランジプールが特徴である。さらに、フィットネスセンターは24時間営業で、テクノジム社製の設備を完備。
リージェント香港は、格式高い式典や結婚式など、香港市内の主要な社交行事の会場として知られている。ホテルの入口には滝のように流れる噴水があり、ロビー近くの大理石の階段は柱のないリージェントボールルームへと続いている。リージェントボールルームに加え、パノラマのハーバービューを望む10の宴会場がイベント用に用意されている。

### レストラン、バー
このホテルには6つのレストランとバーがある。
2022年12月26日、リージェント香港は、新しい装飾と料理を提供する3つの特徴的なレストラン（ザ・ステーキハウス、ロビーラウンジ、ハーバーサイド）をオープンした。これらの店舗は、ホテルの客室が完成する前に営業を開始。
2022年12月、ミシュランの星を獲得したレストラン「欣圖軒（ヤントーヘン）」は、広東料理の提供を継続しながら、元の名称「麗錦軒（ライチンヘン）」にリブランドされた。また、世界的な日本人シェフ松久信幸氏が手掛ける高級レストラン『ノブ香港』は、2006年に日本国外のアジアで初めてオープンしたレストランであり、2023年11月にホテルに復帰した。
さらに2023年12月、希少なスピリッツを中心に提供する「クラ・バー」がオープンし、プライベートダイニングルームとシガーバーを楽しむこともできる。

## メディアでの登場
このホテルは多くの著名人が宿泊し、様々な映画、テレビ番組、旅行番組で取り上げられてきた。宿泊した著名人には、イギリス王族、ジミー・カーター、リチャード・ニクソン、ジェラルド・フォード、ジョージ・ブッシュなどの歴代アメリカ大統領のほか、フランク・シナトラ、エリザベス・テイラー、カトリーヌ・ドヌーヴ、シドニー・ポワチエ、ロジャー・ムーア、ロバート・デ・ニーロ、チャールズ・ブロンソン、フリオ・イグレシアス、トム・ジョーンズ、ボー・デレク、メグ・ライアン、バーバラ・ウォルターズ、カルバン・クライン、アンジェリーナ・ジョリー、ブラッド・ピットなどの著名人が含まれる。
このホテルは、ピアース・ブロスナン主演のテレビミニシリーズ『ノーブルハウス』（1988年）やテレビ映画『ナイトウォッチ』（1995年）、米国のテレビシリーズ『ダイナスティ』（1985年）など、様々な作品の撮影場所としても使用された。特にホテルのプレジデンシャルスイートは、デンマークのドラマシリーズ『ボーゲン』（2012年）やNBCの『ベター・レイト・ザン・ネバー』（2016年）、徐崢（シュー・ジェン）主演の映画『港囧（ロスト・イン・香港）』（2015年）などで使用された。
さらに、ミュージックビデオの撮影場所としても使用され、浜崎あゆみの『Distance Love』（2007年）や台湾の歌手ジェイ・チョウの『給我一首歌的時間（一曲の時間をください）』（2008年）などが撮影されている。

## 受賞歴
再開業以降、リージェント香港は多数の国際的な賞を受賞。
2024年の受賞歴
- コンデナスト・トラベラー・読者賞2024：香港・マカオのトップ10ホテル第3位
- コンデナスト・トラベラー・中国読者賞2024：中国最優秀ホテル
- キャセイ・メンバーズ・チョイス賞2024：アジア最優秀新規ホテル
- トラベルウィークリー・アジア読者賞2024：最優秀ホテル（アジア太平洋地域）
- トラベル+レジャー・ワールドベストアワード2024：香港シティホテル第1位[30]
- トラベル+レジャー・ワールドベストアワード2024：アジアのお気に入りシティホテル20選 第2位[31]
- トラベル+レジャー・ワールドベストアワード2024：世界のベストホテル100選 第7位[32]
- トラベル+レジャー・ラグジュアリーアワード・アジア太平洋2024：香港最優秀ホテル
- トラベル+レジャー2024 Itリスト：2023年最優秀新規シティホテル
- コンデナスト・トラベラー2024ホットリスト：世界の最優秀新規ホテル
- トリップアドバイザー・トラベラーズチョイスアワード2024
- TTG中国トラベルアワード2024：香港最優秀ビジネスホテル
- 外灘デザインホテルアワード2024：最優秀デザインホテル
- フューチャーツーリズム：デザインイノベーション賞
- エリートトラベラー最優秀新規ホテルスイート：プレジデンシャルスイート[33]
- 香港初のアースチェックプラチナ認証取得ホテル[34]

2023年の受賞歴
- トラベル+レジャー中国2023：特選新規ホテル
- ロブレポート香港：ベスト・オブ・ザ・ベスト[35]

さらに、ホテル内のレストランも数々の賞を受賞している。
- ナショナルジオグラフィック2024、世界のベストレストラン：訪れる価値のあるレストラン

麗錦軒：
- ミシュランガイド香港＆マカオ2024：二つ星
- ブラックパールレストランガイド2024：ツーダイヤモンド
- サウスチャイナモーニングポスト2024：トップ100レストラン
- ミシュランガイド香港＆マカオ2023：二つ星
- ブラックパールレストランガイド2023：ツーダイヤモンド
- サウスチャイナモーニングポスト2023：トップ100レストラン

ザ・ステーキハウス：
- ミシュランガイド香港＆マカオ2024：掲載レストラン

- サウスチャイナモーニングポスト2024：トップ100レストラン
- 世界のベストステーキレストラン101選 2024
- フーディーフォークス2024：ベストステーキハウス
- サウスチャイナモーニングポスト2023：トップ100レストラン